# Temple Guangxiao (Guangzhou)
Ne doit pas être confondu avec le temple Guangxiao (en) situé à Putian.
Le temple Guangxiao (chinois : 光孝寺 ; pinyin : guāngxiào sì) est l'un des plus anciens temples bouddhistes de Guangzhou, la capitale de la province du Guangdong dans le sud de la Chine. La position géographique particulière du temple Guangxiao a souvent servi d'escale pour les moines missionnaires asiatiques dans le passé. Il a également joué un rôle central dans la propagation des diverses écoles du bouddhisme, notamment le Chan (Son, Thien ou Zen) et la Terre Pure (tous deux bouddhisme mahāyāna), ainsi que le bouddhisme Shingon (Bouddhisme vajrayāna), basé sur la foi, la dévotion et la pratique de la récitation du nom du bouddha Amitābha (nianfo), avec pour objectif d’accéder après cette vie à la terre du bouddha (bouddhakshetra) d’Amitabha, où la lumière, la longévité et le bonheur sont tous infinis.  
Dans ce temple, Huineng (慧能 ou 惠能, huìnéng ; coréen : Hieuhneng (혜능/慧能) ; japonais: Enō 慧能 ; vietnamien : Huệ Năng (慧能), 638 — 713) , le sixième patriarche chinois du bouddhisme Chan, a fait sa première conférence publique sur le Chan et a été tonsuré, et Amoghavajra, un maître bouddhiste Shingon, a donné son premier enseignement du bouddhisme ésotérique  De nombreuses écritures bouddhistes ont également été traduites ici, y compris celles traduites par Yijing et le Shurangama-sūtra traduit par Paramitiin (般剌密諦).

## Historique
Entre les IVe et Xe siècles, de nombreux moines d'Asie du Sud (en particulier d'Inde) ou de Chine continentale sont venus au temple Guangxiao. Des moines chinois éminents ont également visité ou vécu dans le temple Guangxiao pour enseigner  le bouddhisme, comme Danxia Tianran (丹霞天然, dānxiá tiānrán) et Yangshan Huiji. En 1482, l'empereur Ming Xianzong a donné au temple le nom de Guangxiao. Au 17e siècle, le temple Guangxiao est tombé en désuétude , bien qu'il ait subi plusieurs restaurations. Les archives du temple sont enregistrées dans une édition des Annales du temple de Guangxiao (光孝寺志), rédigée en 1769.
Au cours des deux derniers siècles, le temple Guangxiao a été endommagé par le mouvement de « réquisition des biens du temple pour promouvoir l'éducation (zh) » (廟產興學, miàochăn xīngxué; 1898–1931, fin de la dynastie Qing, et début de la République de Chine (1912-1949)) et la révolution culturelle (1966–1976) sous la République populaire de Chine. Au cours de cette période, la plupart des bâtiments du temple Guangxiao ont été soit détruits, soit occupés à des fins laïques. Dans les années 1980, le temple Guangxiao a été repris par des moines bouddhistes. Depuis lors, certaines de ses salles principales ont été reconstruites, telles que la salle Mahavira, la salle Samghrma et la salle Ksitigarbha. Des « piliers du Dharma » ont également été érigés devant chaque salle.

## Architecture
Les bâtiments et salles existants comprennent le Shanmen, la Salle des Quatre Rois Célestes, la salle principale Mahavira Hall , la pagode Hair Burying: 

### Salle Mahavira
La salle du  Mahāvīra plus simplement connue sous le nom de salle principale, est la pièce principale du temple bouddhiste chinois traditionnel, consacrant des représentations du Bouddha : Siddhārtha Gautama (pali : Siddhattha Gotama, dit Shakyamuni, et d'autres bouddhas et bodhisattvas, a été construit à l'origine en 401 sous la dynastie des Jin orientaux (317–420) par le moine senior Dharmayasas des régions de l'Ouest. Il a été reconstruit et rénové sous de nombreuses dynasties, il mesure maintenant 35,36 mètres (116,0 pieds) de large, 24,8 mètres (81 pieds) de profondeur et 13,6 mètres (45 pieds) de haut et préserve la plus grande, la plus grandiose et la plus magnifique salle de la région de Lingnan .  La salle abrite des statues de Siddhartha Gautama , Amitābha et Maitreya.

### Nilakantha Dharani
Nilakantha Dharani, la colonne de la grande compassion (大悲幢) se dresse devant la salle Mahavira. Elle a été érigée en 826 sous le règne de l'empereur Jingzong de la dynastie Tang (618-907).  De forme octogonale, elle mesure plus de 2 mètres (6 pieds 7 pouces) de haut. Taillée dans un marbre vert qui lui confère un style élégant, elle est coiffée par un dais. Un relief d'Hercule est gravé sur sa base inférieure. Le mantra de la grande compassion en sanskrit et en chinois est gravé sur la stéle.

### Pagode d'enfouissement des cheveux
Sous l'arbre Bodhi derrière le Hall Mahavira, il y a la Pagode d'Enfouissement des Cheveux ((zh)). En 676, pendant l'ère Yifeng (676–679) sous la dynastie Tang (618–907), maître Huineng se coupa les cheveux et reçut l'ordination de moine. L'abbé Yinzong (印宗) a enterré ses cheveux ici et a construit une pagode pour le commémorer. De forme octogonale et d'une hauteur de 7,8 mètres (26 pieds), il compte 7 étages avec 8 niches sur chacun.

### Tour Est et Tour Ouest
Deux pagodes de fer sont érigées derrière le Mahavira Hall, qui sont les plus anciennes tours de fer existantes en Chine. Construite en 963 sous la dynastie des Han du Sud (907-960), la tour ouest d'origine comptait sept étages mais ne conserve plus que les trois étages inférieurs.
La tour est a été construite en 967 sous la dynastie des Han du Sud (907-960) par l'empereur Liu Chang (en). De forme carrée, il compte sept étages d'une hauteur de 7,69 mètres (25,2 pieds). Plus de 900 niches exquises avec de petites statues de Bouddha sont sculptées sur le corps de la pagode. Lors de sa première construction, elle était recouverte d'or et connue sous le nom de Pagode des mille bouddhas dorés (涂金千佛塔).

## Galerie
|                |
| Mahavira Hall, |

|            |
| Tour ouest |

|                   |
| Tour de la cloche |

|                                       |
| Statues de la piété filiale lumineuse |